# Ricardo Monreal Ávila
Ricardo Monreal Ávila, né le 19 septembre 1960 à Fresnillo (Zacatecas), est un avocat et homme politique mexicain, sénateur entre le 1er septembre 2018 et le 16 juin 2023.
Élu député et sénateur trois fois entre 1988 et 2018, il est coordinateur de la campagne d'AMLO en 2012 et président du groupe MORENA au Sénat entre 2018 et 2023.

## Biographie
Ricardo Monreal Ávila est né le 19 septembre 1960 à Fresnillo, dans l'État de Zacatecas, dans une famille de quatorze enfants.
Il étudie le droit à l'université autonome de Zacatecas (es) et poursuit sa maîtrise et son doctorat en droit constitutionnel à l'université nationale autonome du Mexique.
En tant que professeur d'université, il enseigne les matières de droit agraire, de droit administratif, de droit commercial, droit électoral et de droit municipal.

### Parcours politique et parlementaire

#### Premiers engagements militants
En 1975, il débute son parcours politique en militant dans les rangs du Parti révolutionnaire institutionnel (PRI), il occupe différentes fonctions ; coordinateur national de la Défense légale du vote auprès du Secrétariat des élections de la Direction nationale. Il préside le Comité directeur du parti au sein de l'État de Zacatecas.
Il devient également secrétaire d'action politique de la Confédération nationale paysanne.

#### Député fédéral

##### Premier mandat (1988-1991)
Lors des élections fédérales de juillet 1988 (es), il est élu première fois à un mandat législatif, dans le district n°2 de l'État de Zacatecas avec le PRI.

##### Second mandat (1997-1998)
Après son premier mandat en tant que sénateur, il est candidat aux  élections fédérales de juillet 1997 (es). IL est à nouveau élu député fédéral, toujours avec le Parti révolutionnaire institutionnel mais dans le district n°3 de Zacatecas.
En 1998, le PRI refuse de l'inscrire comme pré-candidat pour à la fonction de gouverneur de Zacatecas, il décide de quitter son parti et de rejoindre le PRD.

##### Troisième mandat (2012-2015)
Lors des élections fédérales de juillet 2012, il est élu pour un troisième mandat en tant que député fédéral avec le MC et avec la représentation proportionnelle. 
À la fin de son mandat en 2015, il rejoint MORENA.

##### Gouverneur de Zacatecas
En 1998, Monreal Ávila se présente à la fonction de gouverneur de l'État de Zacatecas avec le PRD.
Au cours de cette campagne, Monreal soulève l'enjeu politique de l'extraterritorialité et gagne des partisans parmi les zacatecans basé aux États-Unis, qui l'a poussé à promouvoir le vote des mexicains à l'étranger et la protection du travail des mexicains migrants. En 2004, il crée la Commission pour l'attention aux migrants. Monreal Ávila remporte les élections et occupe le poste de gouverneur jusqu'en 2004.
En 1999, un an après son élection, le magazine TIME et la chaîne de télévision CNN en Español le considéraient comme l'un des 50 dirigeants latino-américains qui se distingueraient au début du troisième millénaire.
En tant que gouverneur, il met en avant diverses politiques sociales, économiques et culturelles par la création de programmes et la promulgation de lois, comme la loi de l'Institut pour la jeunesse de l'État de Zacatecas, promulguée le 11 janvier 2003 par l'Assemblée législative, avec l'intention d'intégrer les jeunes dans la vie active. 
Le 29 juin 2004, avec l'objectif de promouvoir des politiques qui traitent du fait public, que ce soit sur le travail ou le développement social et de résolution des problèmes de pauvreté. Le gouvernement de Monreal Ávila a créé la loi de développement social pour l'État qui traite également des soins de santé, de l'éducation, de l'alimentation et du logement, et propose l'intégration des secteurs public et privé.

#### Coordinateur de la campagne d'AMLO aux élections de 2012
Lors des élections fédérales de juillet 2012, il est nommé coordinateur de la campagne présidentielle de la coalition du Mouvement progressiste (es), dont le candidat est Andrés Manuel López Obrador.
À l'issue de la journée électorale et les résultats connus, Monreal Ávila dénonce une violation du droit de voter librement et que le processus électoral au Mexique n'obéissait pas aux principes de légalité, d'impartialité, d'objectivité, de certitude dans les questions électorales, et que ce n'était pas un concours équitable en raison de dépenses excessives dans la campagne de l'ancien président Enrique Peña Nieto.

#### Chef de la délégation de Cuauhtémoc
Après avoir été nommé chef de la délégation de la division territoriale de Cuauhtémoc (Mexico) par le Mouvement de régénération nationale (Morena), Monreal Ávila remporte la victoire électorale en prenant ses fonctions devant l'Assemblée législative du District fédéral le 1er octobre 2015.
Au sein du programme de développement de la délégation entre 2013 et 2015, ce dernier est structuré en six axes stratégiques guidés par une politique publique qui promeut les droits sociaux, fondamentaux, fondés sur l'inclusion sociale, l'égalité et l'équité sociale.
Sous son administration, la délégation de Cuauhtémoc obtient la reconnaissance de la meilleure administration avec un sens humain et proche de la population de Mexico, décernée par l'Association des entrepreneurs et des villes sœurs en avril 2017.
En décembre 2017, Ricardo Monreal Ávila a présenté une licence définitive au poste de chef de délégation. Il a assuré que tous les travaux approuvés sous son administration seront achevés et qu'il se consacrera à soutenir le projet d'Andrés Manuel López Obrador.

#### Sénateur

##### Premier mandat (1991-1997)
Ricardo Monreal Ávila devient sénateur en décembre 1991, après son premier mandat de député, pour la circonscription de l'État de Zacatecas. Il est membre du Parti révolutionnaire institutionnel. Il remplace Arturo Romo Gutiérrez (es), sénateur démissionnaire qui se présente aux élections afin de devenir gouverneur du même État.

##### Second mandat (2006-2012)
Lors des élections fédérales de juillet 2006, il est à nouveau élu sénateur, cette-fois sur la liste nationale et avec le Parti de la révolution démocratique. Lors de l'ouverture de la législature, il est nommé vice-président du groupe parlementaire du PRD.
En 2008, il quitte le PRD et rejoint le Parti du travail, il est nommé président du groupe parlementaire du parti.
Au cours de son second mandat, il est l'auteur de plusieurs initiatives et projets législatifs, comme la création du projet de loi sur la Commission Vérité et Réconciliation. Il poursuit son travail aux affaires sociales et politiques.

##### Troisième mandat et président du groupe MORENA (2018-2023)
Lors des élections fédérales de juin 2018, Monreal Ávila est élu pour un troisième mandat de sénateur avec MORENA au sein de la Liste nationale. Le 11 juillet, un mois après les élections fédérales, il est nommé président du groupe MORENA au Sénat par AMLO.
Au cours de son mandat en tant que président du groupe parlementaire, il s'oppose à plusieurs réformes d'AMLO, notamment l'importante réforme électorale. Lors de la séance et l'examen au Sénat, il vote contre la réforme et à l'inverse de l'ensemble de tous les autres sénateurs du groupe. À l'issue du vote, AMLO décline les rumeurs d'une exclusion de Monreal et déclare que « le peuple le jugera ».
En juin 2023, il annonce son intention de se présenter à la primaire interne de MORENA qui désignera le candidat unique du parti pour l'élection fédérale de 2024. Il est opposé en interne aux candidatures de Claudia Sheinbaum et Marcelo Ebrard par exemple.
Le 16 juin, sa démission en tant que sénateur et président de groupe est effective, lui permettant de participer au processus interne.